# Kodak Kodachrome
Pour les articles homonymes, voir Kodachrome (homonymie).

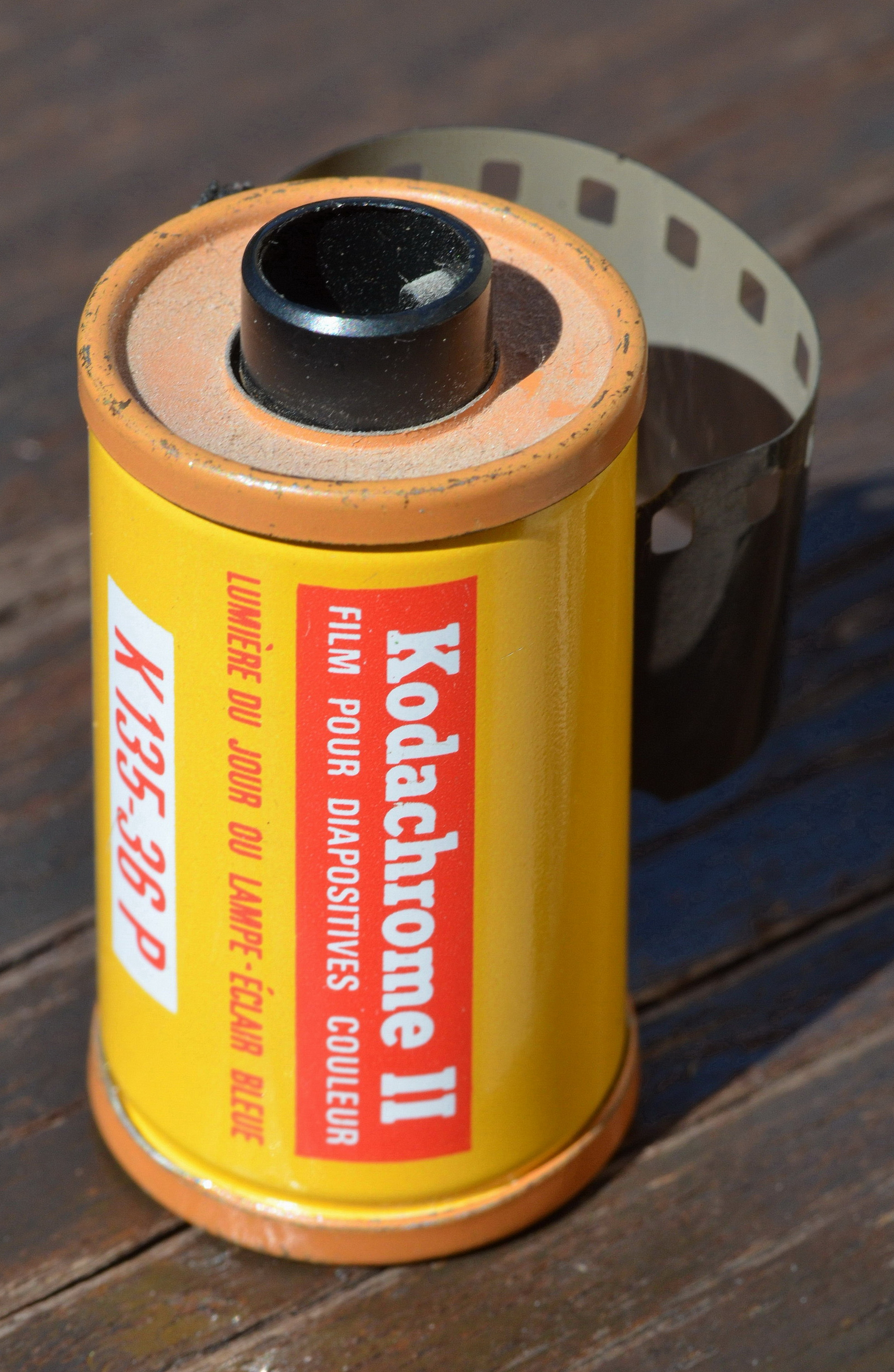
Kodachrome II - Film pour diapositives couleur

Le Kodachrome est un film inversible couleur qui fut produit par la firme américaine Kodak de 1935 jusqu'en juin 2009. C'est le premier procédé soustractif de l'histoire du cinéma.
Une première version à deux couleurs brevetée en 1913 puis commercialisée en 1915 fut inventée par J.G. Capstaff mais cette version est depuis largement tombée dans l'oubli.
La version la plus connue, dont cet article traite, est inventé par Leopold Godowsky, Jr. et Leopold Mannes : ce film est commercialisé à partir de 1935 en format 16 mm pour le cinéma. L'année suivante, Kodak le rend disponible au format 8 mm et au format 35 mm, toujours pour le cinéma. L'utilisation des appareils photo de petit format commençant à se développer à la même époque, le Kodachrome au format 35 mm trouve alors une utilisation en photographie. Le Kodachrome est également commercialisé en moyen format et en plan-film.
Le 22 juin 2009, après 74 ans de fabrication et qu'elle eut conquis le titre de pellicule couleur la plus vendue au monde, Kodak annonce la fin de la fabrication de la pellicule Kodachrome. Le 30 décembre 2010, l'unique laboratoire traitant encore les films Kodachrome, Dwayne's Photo Service, a cessé d'assurer ce service.

## Principe

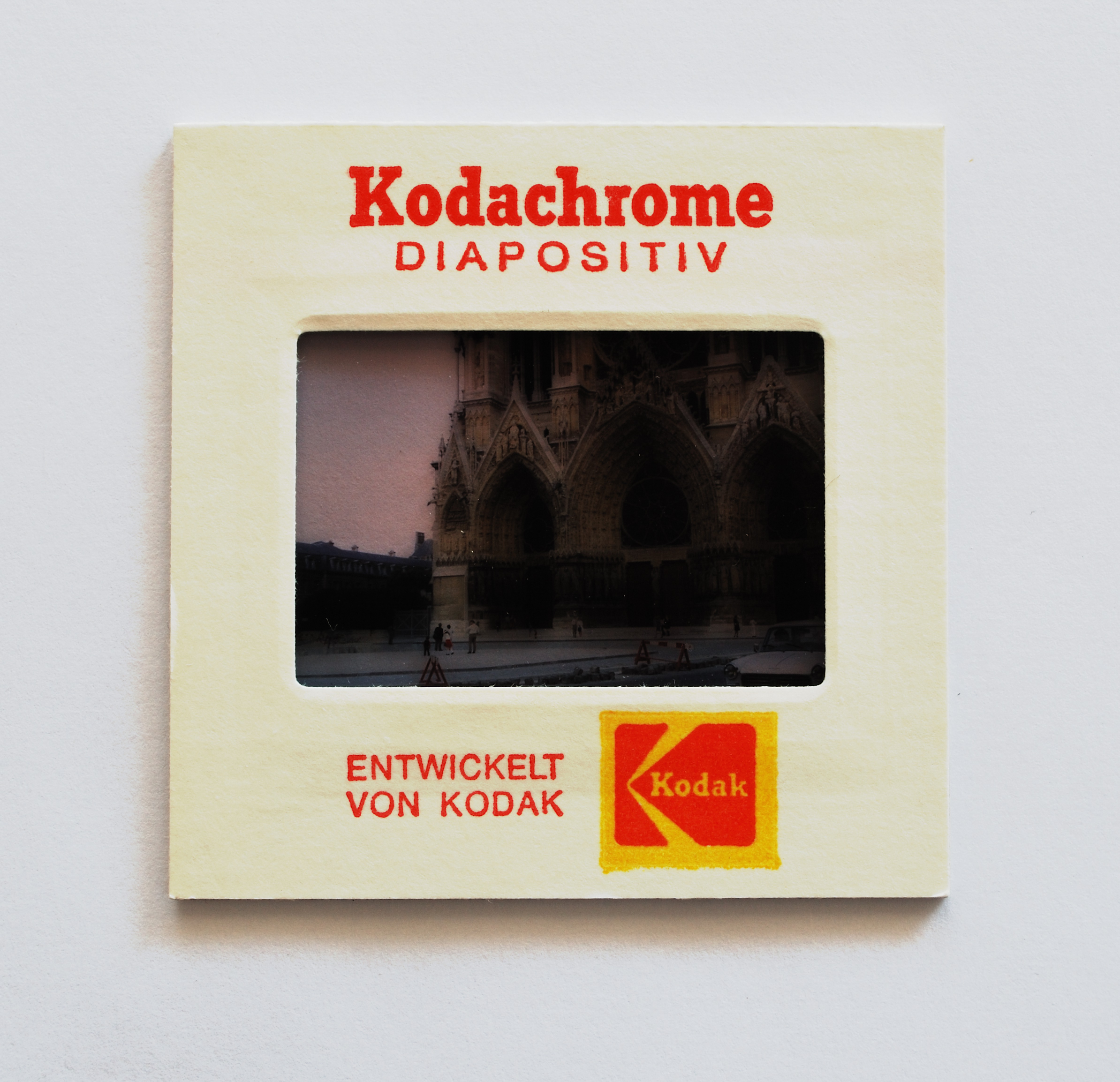
Une diapositive Kodachrome

L'obtention des couleurs se fait au moyen d'une synthèse soustractive. De façon simplifiée, on peut dire que la Kodachrome consiste en trois films noir et blanc superposés (un pour chaque couleur primaire ; trichromie) – ceci se retrouve dans le grain particulier de ce film (visible surtout avec la Kodachrome 200), plus consistant et sec que ce qu'on voit avec les films inversibles ultérieurs (de type Ektachrome) ou avec les films négatifs couleur.

## Caractéristiques
Le procédé de développement a évolué au cours des années et à partir de 1974 il sera appelé « traitement K-14 ». Complexe, celui-ci n'était pas accessible aux amateurs : par exemple, il fallait répéter trois fois (une fois pour chaque couleur fondamentale) un traitement délicat dans lequel les couleurs finales de l'image étaient apportées chimiquement (chaque couche argentique à l'origine monochrome prenant alors sa couleur adaptée).
Les films Kodachrome étaient vendus en Europe « développement compris », ce qui relativisait le prix élevé lors de l'achat. Le conditionnement comprenait une enveloppe permettant l'expédition postale vers le laboratoire Kodak le plus proche. Les images photographiques 35 mm étaient livrées sous forme de diapositives montées sous cadre carton.

### Rendu
Le rendu du Kodachrome se caractérise par un contraste important, des couleurs vives et saturées. Le rouge est sa couleur dominante. À l'inverse des films inversibles E-6 qui se déclinent en plusieurs versions ; des couleurs les plus vives aux couleurs les plus neutres. Ce rendu atypique associé à une certaine époque, combiné à un grain très fin, a fait les beaux jours de la presse illustrée et de bien des cinéastes au cours du XXe siècle.

### Durabilité
Utilisé pour l'archivage avant l'avènement du numérique, en particulier dans de nombreux musées, le film Kodachrome a longtemps présenté une durabilité des teintes exceptionnelle, bien supérieure aux émulsions couleurs concurrentes. Malgré cette réputation, il s'est avéré qu’après plusieurs années, les couleurs finissent tout de même par virer.

## Types de films, et périodes de production[3]
| Film                                 | Formats et types                             | Période   |
| ------------------------------------ | -------------------------------------------- | --------- |
| Kodachrome                           | 16 mm, daylight (ASA 10) et Type A (ASA 16)  | 1935–1962 |
| Kodachrome                           | 8 mm, daylight (ASA 10) et Type A (ASA 16)   | 1936–1962 |
| Kodachrome                           | 35 mm et 828, daylight et Type A             | 1936–1962 |
| Kodachrome Professional (plans-film) | daylight (ASA 8) et Type B (ASA 10)          | 1938–1951 |
| Traitement K-11                      |                                              |           |
| Kodachrome                           | 35 mm and 828, Type F (ASA 12)               | 1955–1962 |
| Kodachrome Professional              | 35 mm, Type A (ASA 16)                       | 1956–1962 |
| Kodak Color Print Material           | Type D (slide duping film)                   | 1955–1957 |
| Traitement K-12                      |                                              |           |
| Film Kodachrome II                   | 16 mm, daylight (ASA 25) et Type A (ASA 40)  | 1961–1974 |
| Film Kodachrome II                   | 9.5 mm, daylight (ASA 25) et Type A (ASA 40) | 1961–1974 |
| Film Kodachrome II                   | 8 mm, daylight (ASA 25) et Type A (ASA 40)   | 1961–1974 |
| Film Kodachrome II                   | S-8, Type A (ASA 40)                         | 1965–1974 |
| Film Kodachrome II                   | 35 mm et 828, daylight (ASA 25)              | 1961–1974 |
| Professional, 35 mm, Type A (ASA 40) | 1962–1978                                    |           |
| Kodachrome-X                         | 35 mm (ASA 64)                               | 1962–1974 |
| Kodachrome-X                         | Format 126                                   | 1963–1974 |
| Kodachrome-X                         | Format 110                                   | 1972–1974 |
| Traitement K-14                      |                                              |           |
| Kodachrome 25                        | 35 mm, daylight                              | 1974–2001 |
| Kodachrome 25                        | Film cinéma, 16 mm, daylight                 | 1974–2002 |
| Kodachrome 25                        | Film cinéma, 8 mm, daylight                  | 1974–1992 |
| Kodachrome 25                        | Film professionnel, 35 mm, daylight          | 1983–1999 |
| Kodachrome 40                        | 35 mm, Type A                                | 1978–1997 |
| Kodachrome 40                        | Film cinéma, 16 mm, Type A                   | 1974–2006 |
| Kodachrome 40                        | Film cinéma, S-8, Type A                     | 1974–2005 |
| Kodachrome 40                        | Film cinéma sonore, S-8, Type A              | 1974–1998 |
| Kodachrome 40                        | Film cinéma, 8 mm, Type A                    | 1974–1992 |
| Kodachrome 64                        | 35 mm, daylight                              | 1974–2009 |
| Kodachrome 64                        | Format 126, daylight                         | 1974–1993 |
| Kodachrome 64                        | Format 110, daylight                         | 1974–1987 |
| Kodachrome 64                        | Film professionnel, 35 mm, daylight          | 1983–2009 |
| Kodachrome 64                        | Film professionnel, daylight, format 120     | 1986–1996 |
| Kodachrome 200                       | Film professionnel, 35 mm, daylight          | 1986–2004 |
| Kodachrome 200                       | 35 mm, daylight                              | 1988–2007 |

## Galerie

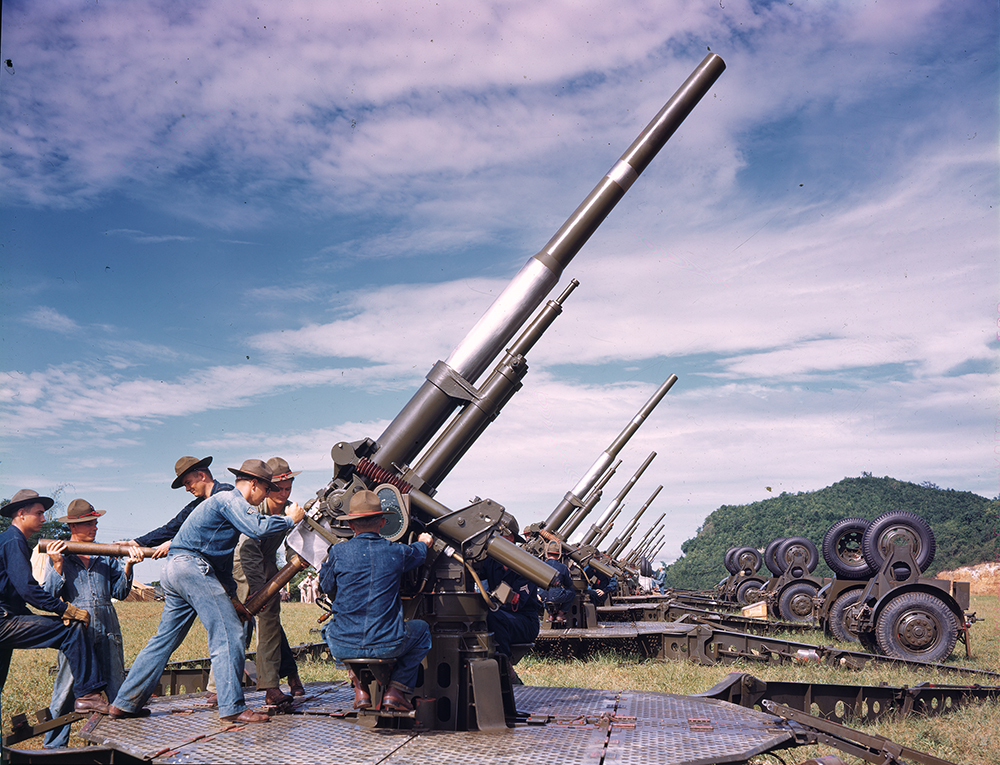
Photographie Kodachrome prise à Porto Rico en 1939.
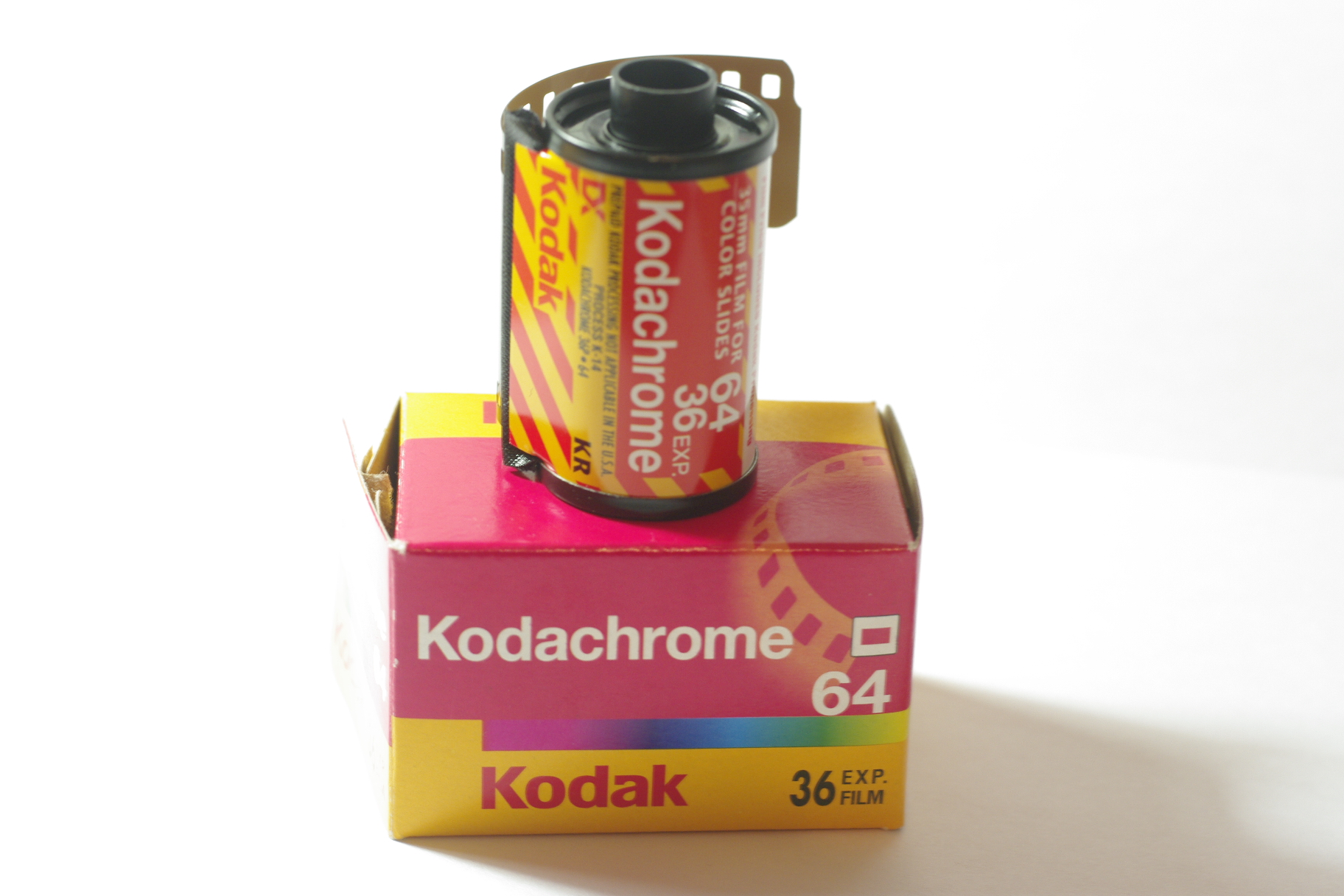
Kodachrome 64 35 mm
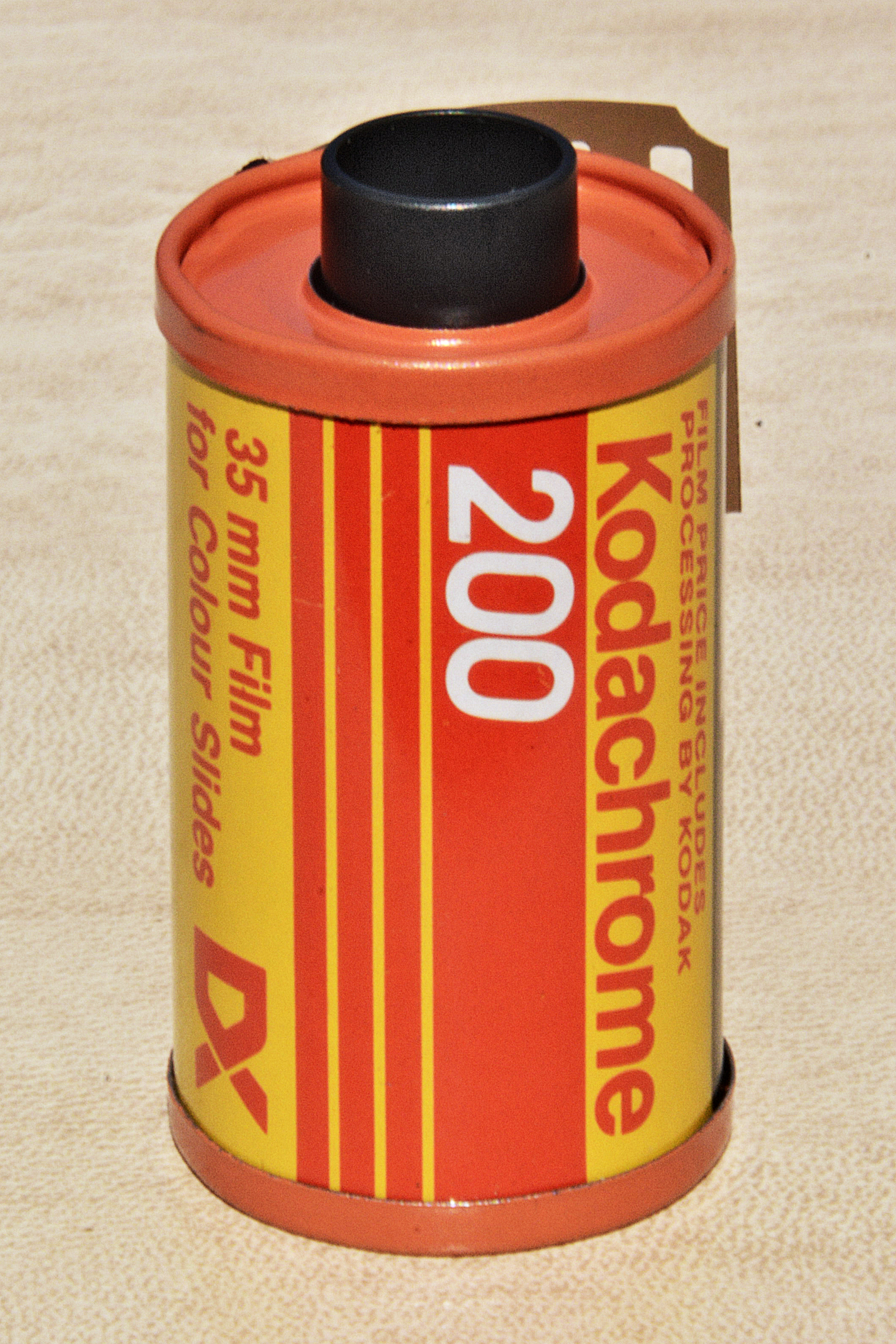
Kodachrome 200
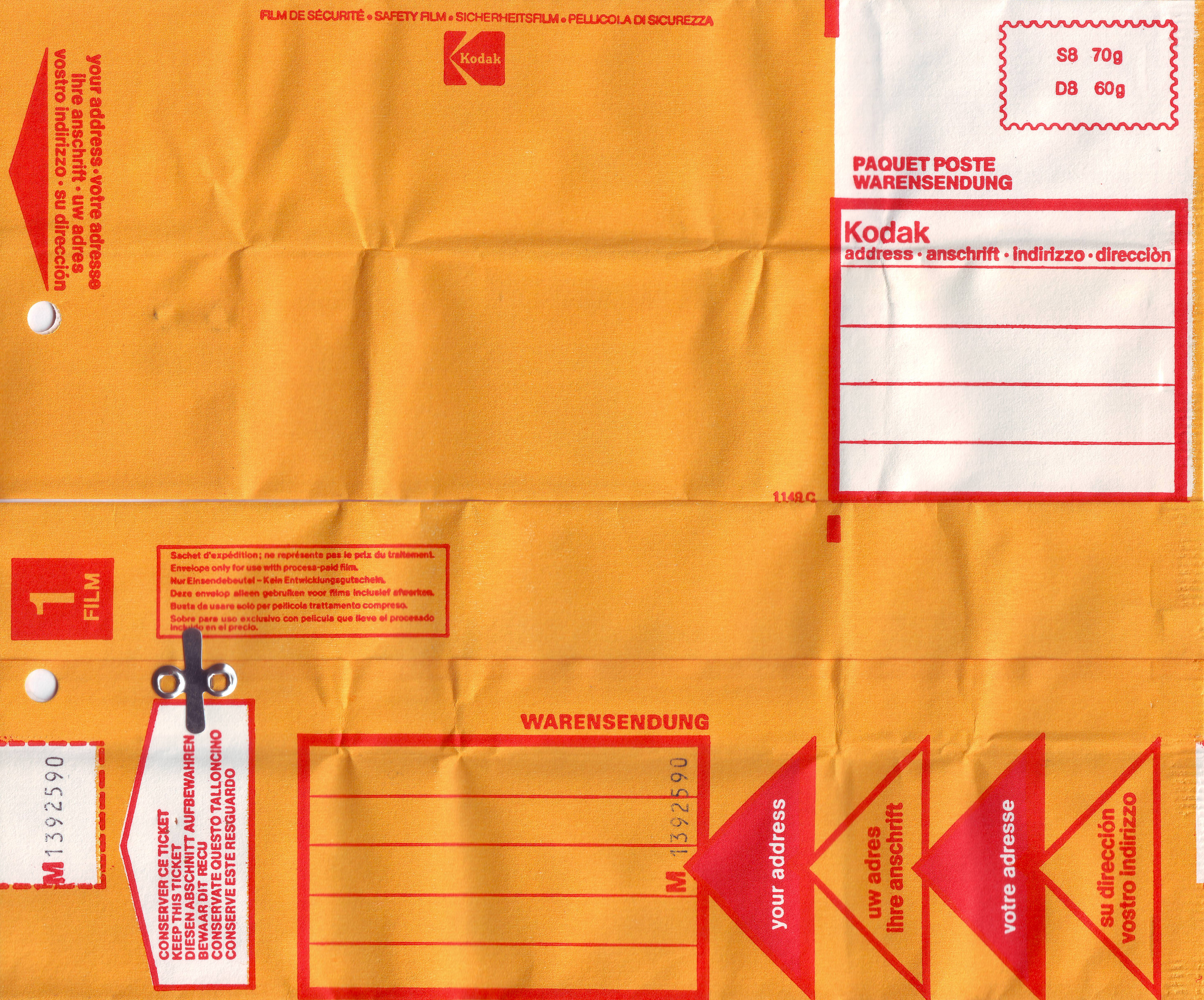
Enveloppe fournie pour l'expédition postale d'un film
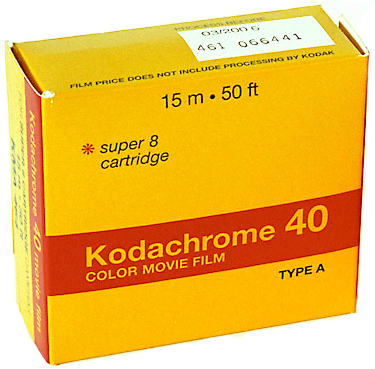
Une cartouche de film Super 8 Kodachrome 40 Type A
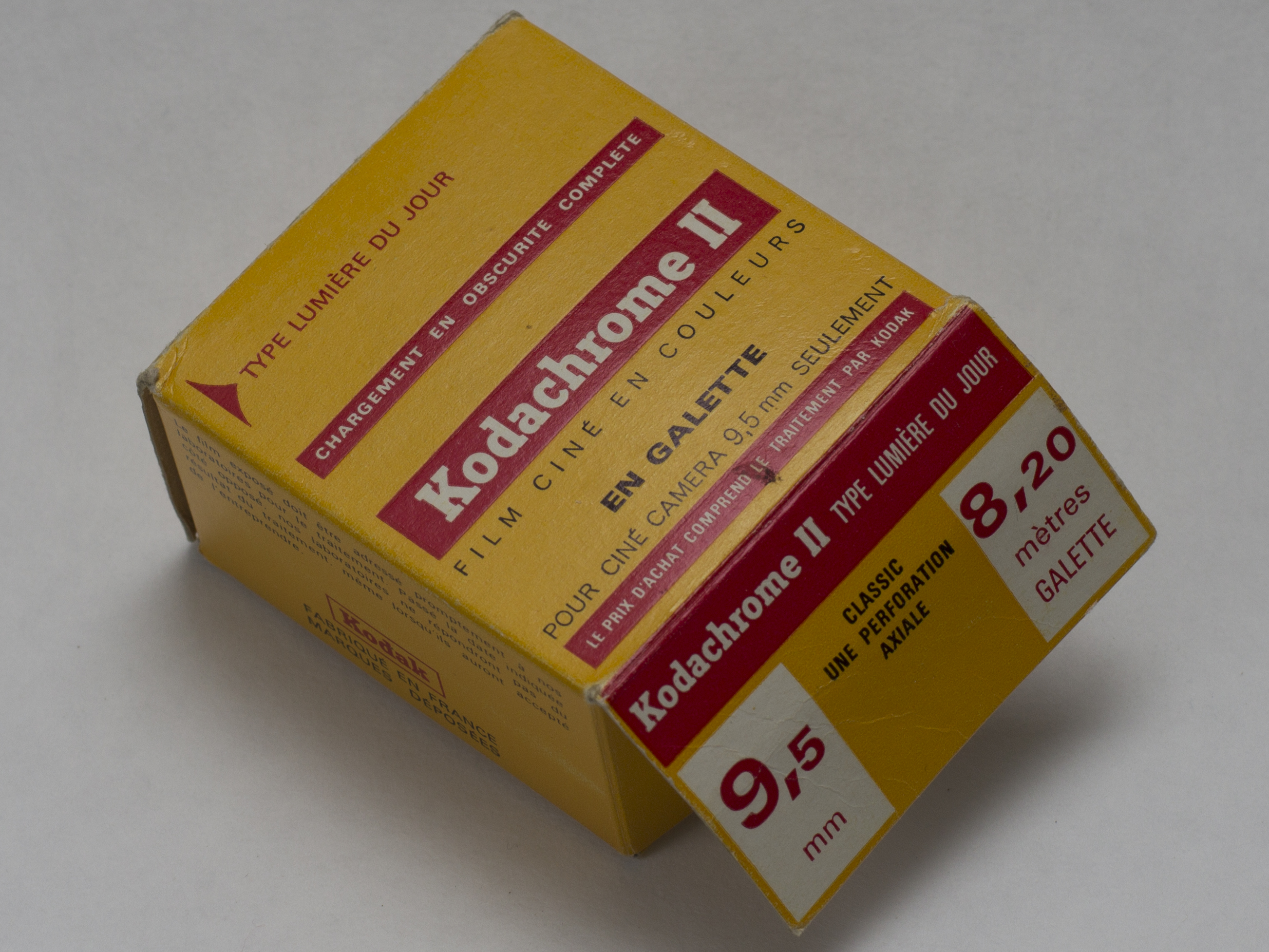
Film KODACHROME II pour ciné camera 9,5 mm

## Traitement et abandon du procédé

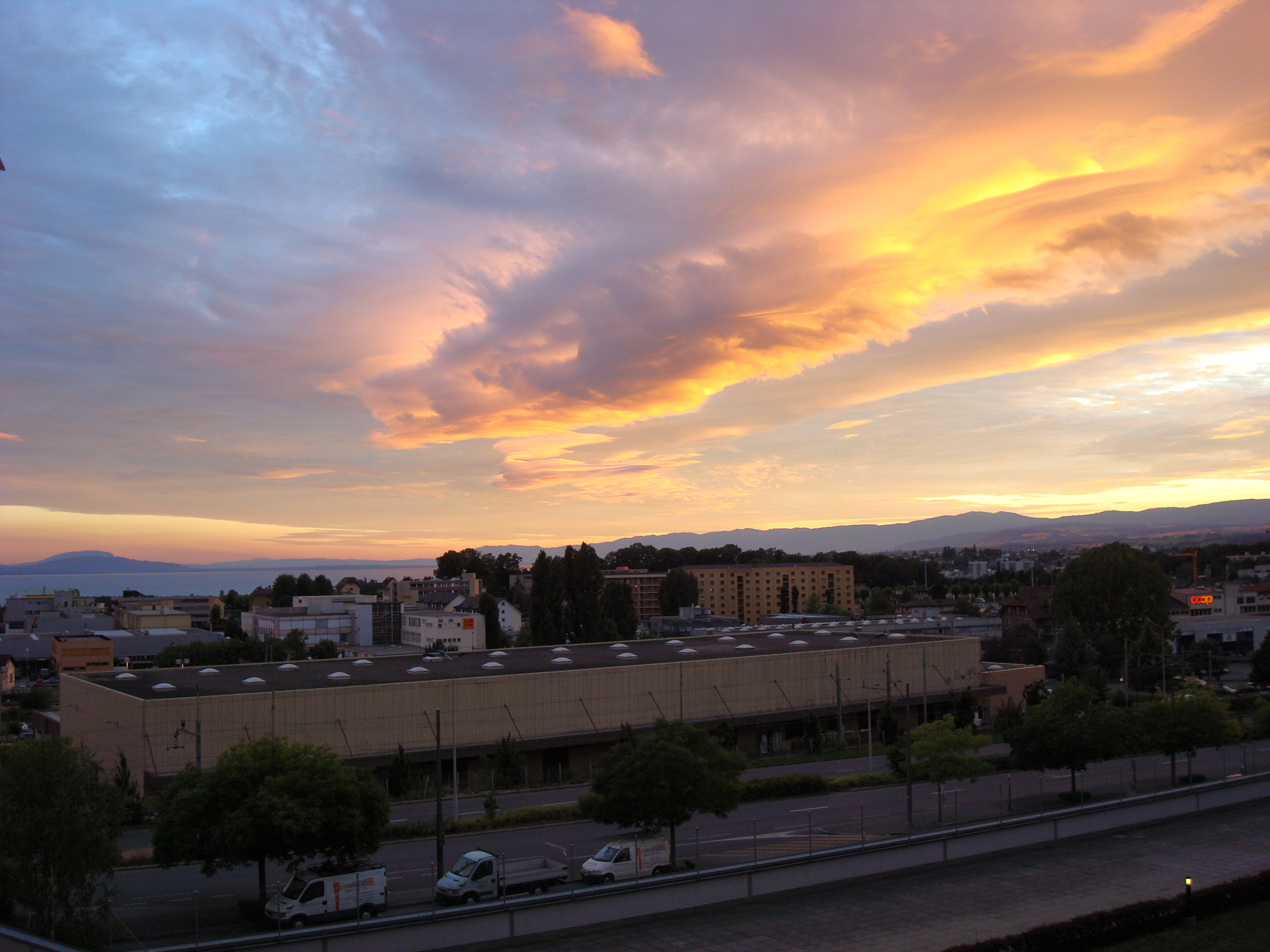
Dernier laboratoire Kodak européen à Renens près de Lausanne en Suisse.

Après l'arrêt en 2002 de la fabrication de la Kodachrome 25 (film photo), en 2005 de la Kodachrome 40 (film cinéma Super 8 et 16 mm), et en novembre 2006 de la Kodachrome 200, la production de la dernière Kodachrome 64 au format 35 mm ne se faisait plus qu'une fois par an. La firme de Rochester a annoncé le 22 juin 2009 l'arrêt définitif de la commercialisation de la Kodachrome.
À son apogée, environ vingt-cinq laboratoires développaient le Kodachrome dans le monde. Le dernier laboratoire européen qui était situé à Renens en Suisse, a fermé le 30 septembre 2006, celui de Tokyo en décembre 2007. Kodak ayant cessé de fabriquer les produits chimiques nécessaires au développement, le traitement des pellicules a été assuré aux États-Unis jusqu'à la fin de l'année 2010 par le laboratoire Dwayne's Photo Service,. Seul laboratoire au monde continuant à offrir ce service, Dwayne's Photo Service, situé dans la petite ville de Parsons, au Kansas, traitait tous les types de films Kodachrome.
Pour l'Europe, le laboratoire Kodak de Lausanne a continué à réceptionner les films et à les expédier aux États-Unis jusqu'au 23 décembre 2010 pour qu'ils y soient développés.
La dernière cartouche de film Kodachrome produite a été confiée par Kodak au photographe Steve McCurry. Il s'en est servi pour photographier des portraits et des images de rue à New York (dont deux portraits de Robert De Niro) et en Inde, sauf les trois dernières images du film, qui ont été prises à Parsons, où est sis Dwayne's Photo Service. Cette pellicule a été développée le 13 juillet 2010 par Dwayne's Photo Service.

## Numérisation
Une diapositive Kodachrome montée s’insère comme toute autre diapo dans un scanneur de diapositives. À grains particulièrement fins, les diapositives Kodachrome présentent une résolution très élevée et une très grande plage de densité. Un scanner à haute résolution (3 000 dpi minimum) présentant une grande plage de densité est donc nécessaire si l’on ne souhaite aucune perte à l’issue de la numérisation.
Les techniques de différents scanners qui détectent et corrigent les imperfections telles que les poussières, les rayures, les traces de doigt etc. au moyen d'un canal infrarouge additionnel, ne peuvent être employées ou seulement dans certaines conditions sur les Kodachrome en raison de la présence d’halogénure d’argent. Le scanner de film sorti en 2004, le Nikon Coolscan 9000 ED, est le seul scanner en vente jusqu'ici[Quand ?] qui permet sans logiciel additionnel d'éliminer efficacement les poussières et les rayures sur les films Kodachrome. Des concepteurs de logiciels indépendants travaillent actuellement[Quand ?] sur le développement d'outils de suppression de poussières et de rayures. Depuis fin 2008, le logiciel SilverFast utilise une variante améliorée de la technologie iSRD (infrared based Smart Removal of Defects), courante sur tous les scanners de film Nikon et de nombreux scanners d'autres constructeurs et permettant d’obtenir des résultats de haute qualité.

## Photographes célèbres et Kodachrome
Voici une liste non exhaustive de photographes célèbres utilisant (ou ayant utilisé) la Kodachrome pour une partie importante de leur production :
- Guy Bourdin
- Julien Bryan
- Luigi Ghirri
- Harry Gruyaert
- Ernst Haas
- Peter Knapp
- Steve McCurry
- Fulvio Roiter
- Lise Sarfati
- Pierre Toutain-Dorbec
- Pete Turner
- William Vandivert
- Alex Webb